# Bothriogenys
Bothriogenys — рід антракотерій, що жив у Східній Африці в період пізнього еоцену — раннього олігоцену. Більшість скам’янілостей знайдено у Фаюмі, Єгипет, але один вид, B. orientalis, відомий із відкладень пізнього еоцену в Таїланді. У житті вони були б схожі на бегемотів з маленькими витягнутими головами.